# Syscenus intermedius
Syscenus intermedius là một loài chân đều trong họ Aegidae. Loài này được Richardson miêu tả khoa học năm 1910.